# 李全教
李全教（1960年2月25日—），臺灣台南安定人，中國國民黨中常委，曾連任三屆立法委員並多次參與黨內台南縣市長初選，不過均未出線；後亦短暫擔任台南縣市合併升格後的首位國民黨籍議長，惟2016年因當選無效之訴定讞，李全教喪失議員及議長職務。經數年審理，李全教遭控涉雙重賄選，議員賄選部分獲不起訴處份，議長賄選部分台灣高等法院台南分院更二審認為不符「賄選罪」構成要件，變更法例依「預備行求賄賂罪」判刑9個月。2023年宣布以無黨籍身分投入台南市第四選區2024立委選舉挑戰林宜瑾，未能當選。

## 經歷

### 出生
李全教出身在原台南縣安定鄉（今臺南市安定區）的港仔尾農家。李全教早年就讀於安定國小、安定國中、台南一中，最後畢業後考上台北工專（今臺北科技大學）三專部電機科。
李在专校期间積極參與校內公眾事務，被選上活動中心總幹事、學生領袖代表、台北工專班聯會主席。李全教在自己的自傳中聲称从四、五歲起就幫忙家中農務，直到十七歲 。之後申請進上美國馬凱大學電機碩士班。碩士畢業之後，他進入西門子公司擔任設計工程師，後升任設計團隊經理。離開西門子公司之後，轉往芝加哥創業。一邊創業一面在伊利諾大學念電機博士，但最後並未取得伊利諾大學電機博士學位。爾後拿到加州專業心理學院（現已併入亞萊恩國際大學）管理學博士學位，論文題目為「臺灣人在美國開設公司之個案研究」。赴美十餘年後，李全教返台，於崑山科技大學、臺北科技大學擔任助理教授。

### 政治資歷
1998年，李全教開始從政，以學者形象被列入國民黨不分區立委，並且順利當選；2001年，轉戰台南縣選區立法委員，並於2004年連任成功，同年有意參選台南縣長，不過最終國民黨提名因婦女保障名額連任立委失利的郭添財。
2008年，名列中國國民黨不分區立委第23名，即使中國國民黨大勝，在34席不分區中獲得超出預估的20席，李仍然首度連任失敗。後同樣轉戰中國國民黨不分區立委的許舒博、前立委林南生之妻陳淑慧相繼遞補進入立院，李全教成了中國國民黨第七屆立委不分區名單最終的「落選頭」。
2010年，李全教積極爭取参选五都改制後的直轄市臺南市長，在国民党党内初选中以些微的差距败于郭添財。
2012年轉戰台南市第五選區（南關線）立委，即使當時立委李俊毅與時任台南市議員王定宇初選出現摩擦，民進黨因而改推已76歲的前台南縣長陳唐山披掛上陣，李最終仍以約一萬五千票之差敗北。
2014年，李全教於台南市第八選區（玉井、楠西、南化、左鎮）選區擊敗尋求連任的王峻潭，当选台南市议员，并且在台南市執政的民主進步黨原佔有多數議席的情况下，因數名泛綠市議員跑票，導致代表國民黨的李全教以29票對26票击败寻求连任的民進黨籍賴美惠，成為台南縣市合併升格後首位國民黨籍议长。李全教任命周五六為機要秘書，稱「為了府會之間的和諧，我給賴清德良心建議，要聽我的話、我的建言，如果聽我的話，賴清德未來前途無量。」12月31日，被檢方提出當選無效之訴，且涉及議長賄選案。
2016年8月30日，當選無效確定，立刻解除議員職務，連帶失去議長資格。2019年12月31日議長賄選案判刑9個月，李全教放棄上訴，於2020年2月入監服刑。但本案判決結果與檢方起訴罪名不同，檢方卻未再上訴的原因令各界譁然，法界人士認為檢方如果再上訴，可能會因本案查無實據而改判無罪，進而產生後續賠償與懲戒問題，故以原判決沒有違法之處為由而未再上訴，此作法至今仍是充滿爭議。
2023年3月，出任國民黨2024選舉中央選策會委員，隨後因賄選前科遭批評，故於隔日請辭。

## 選舉紀錄
| 年度 | 選舉屆數             | 選舉區                                 | 所屬政黨   | 得票數    | 得票率 | 當選標記 | 備註 |
| ---- | -------------------- | -------------------------------------- | ---------- | --------- | ------ | -------- | ---- |
| 1998 | 第四屆立法委員選舉   | 全國不分區選舉區                       | 中國國民黨 | 4,659,679 | 46.46% |          |      |
| 2001 | 第五屆立法委員選舉   | 臺南縣選舉區                           | 中國國民黨 | 38,351    | 7.20%  |          |      |
| 2004 | 第六屆立法委員選舉   | 臺南縣選舉區                           | 中國國民黨 | 48,706    | 9.58%  |          |      |
| 2008 | 第七屆立法委員選舉   | 全國不分區及僑居國外國民立法委員選舉區 | 中國國民黨 | 5,010,801 | 51.23% |          |      |
| 2012 | 第八屆立法委員選舉   | 臺南市第五選舉區                       | 中國國民黨 | 106,619   | 46.25% |          |      |
| 2014 | 第二屆臺南市議員選舉 | 臺南市第八選舉區                       | 中國國民黨 | 11,726    | 53.07% |          |      |
| 2024 | 第十一屆立法委員選舉 | 臺南市第四選舉區                       | 無黨籍     | 67,357    | 36.98% |          |      |

## 爭議事件

### 性侵女模害命疑雲
2006年，楊姓業餘女模特兒的父親在民進黨立委黃昭輝的陪同下招開記者會，指控李全教於2005年時於MTV中性侵女兒，並造成楊女因憂鬱症自殺過世。楊父出示女兒遺書寫道「李全教讓我身拜（敗）名列（裂），心零（靈）受創，如果我死，以父為尊。」楊女的手機中也有李全教曾傳的簡訊寫「I can not sleep, miss you, call me.」
楊姓女模特兒的好友姜小姐，不僅指稱兩人確實交往，還指控李全教疑似餵食女模K他命，讓她上癮精神渙散，然後趁機性侵害。面對觸法的吸毒指控，李全教全盤否認，說願意願驗血驗尿證明清白。
台北地檢署檢察官調查後，以無法證明李全教認識被害人為由，決議不起訴。

### 市議員及議長賄選案
2014年李全教競選台南市玉井區市議員時，競選總幹事黃澄清涉嫌賄選遭查獲，除了黃以外，競選執行長葉枝成，樁腳李麗華等人涉嫌賄選，犯罪事證明確，且線索直指李全教教唆。李全教大力否認，且在其競選總部的玄天上帝（俗稱「上帝爺公」）神龕前發誓，說要是真有買票，「全家死光光！」。
2014年12月31日，台南地檢署對李全教提出當選無效之訴。2015年1月5日，李全教樁腳台南玉井區的李麗華里長也已經向檢方坦承，說李全教先給她4萬到40萬元，再以一票5千元代價發給60位小樁腳。對此，呂學樟等國民黨立委則以疑有不當政治壓力介入，建議將臺南地檢署的預算全數凍結，但有關政治壓力的說法遭到臺南市長賴清德的否認。
2015年7月31日，競選總幹事黃澄清等5人涉及為李全教賄選全案宣判，黃澄清處有期徒刑5年褫奪公權4年，樁腳李麗華有期徒刑2年，褫奪公權2年，緩刑5年，康清良有期徒刑1年7月，褫奪公權2年，緩刑5年。

### 2014年議員及議長選舉賄選案
- 刑事的賄選之訴：經歷過四次發回地檢署調查，四次皆不起訴，確定沒有犯賄選罪。
- 民事的當選無效之訴：一審判當選無效，二審判當選無效確定。
- 議員選舉賄選案的刑責：台南高分檢已發回台南地檢，繼續偵辦。[24]
- 議長選舉賄選案的刑責：判決賄選成立，一審判判刑4年，褫奪公權5年；二審改判刑3年半、褫奪公權5年；更一審維持一審判決；更二審駁回賄選罪，改以預備賄選罪判刑9個月、褫奪公權3年。

民進黨控告此次議員和議長選舉中李涉嫌賄選。之後，台南地檢署對李全教提出議員當選無效之訴。
2015年2月8日下午，臺南地檢署獲悉李全教準備搭機前往金門循小三通前往福建廈門，故緊急與法務部調查局台南市調查處人員趕往臺南機場將他攔截。爾後直接帶往臺南市議會搜索議長辦公室後，再帶回偵訊。當日下午5時，臺南地檢署首度傳喚李全教，並持搜索票前往議長辦公室及多名市議員辦公室搜索。
2015年2月9日上午，臺南地檢署向台南地方法院聲請羈押李全教等4人，合議庭於當日18時辦理。
2015年2月10日，臺南地方法院裁定李全教收押禁見。
2015年4月2日，臺南地檢署偵查終結，檢方認定李全教等8人違反選罷法，提起公訴。全案移審後，臺南地方法院裁定李全教以新臺幣1,500萬元交保，限制住居並限制出境、出海。
2015年11月6日，李全教涉嫌透過蔡啟新、議員莊玉珠行賄議員曾王雅雲，李全教在蔡、莊這兩宗議長賄選案中，因查無具體事證而簽結。。
2016年1月21日，臺南地方法院一審判決李全教當選無效。李全教極力與因賄選遭判刑的總幹事黃澄清切割，但合議庭仍認為李全教不可能置身事外，判決當選無效。
2016年4月22日，議長選舉賄選案的部分，李被控向民進黨籍與無黨籍共7名市議員賄選，證人指白手套表示願以30萬元至1,000萬元不等金額買票，尋求支持，但被拒絕；一審法官認為賄選證據充足，李全教被認定議長賄選判有罪，判刑4年，褫奪公權5年，並隨即停職。
2016年8月30日，議員選舉賄選案的部分，臺灣高等法院臺南分院二審判決，宣告李全教當選議員無效確定。台南高分院發言人沈揚仁說，黃澄清從李全教競選總部取得賄款後，指示李麗華、康清良以發放工作費、涼水費、造勢費等名目，按照行賄名冊向李順發等人行賄，應於事前經李全教授權或同意或不違背李全教之本意。李全教競選總部競選總幹事黃澄清，負責選舉核心競選事項，並執行李全教所指示的競選事務，李全教沒有理由不知道黃澄清行賄，法官因此認定「李全教喪失議員資格」。
2016年9月19日，於2014年九合一選舉敗給李全教而尋求連任失利的民進黨前台南市議員王峻潭遞補當選並宣誓就職，重返議會。
2017年2月17日，議長選舉賄選案的部分，台南高分院二審改判李全教3年半、褫奪公權5年；2017年12月21日，被最高院發回更審。
2018年7月11日，議長選舉賄選案的部分，台南高分院更一審維持一審判決（判刑4年，褫奪公權5年）；2019年3月21日，被最高院再度發回更審。
2019年12月31日，議長選舉賄選案的部分，台南高分院更二審因查無實據，駁回議長賄選判決，改判李全教預備賄選9個月、褫奪公權3年。台南高分檢認為，原判決沒有違法之處，未再上訴，全案確定。但本案判決結果與檢方起訴罪名不同，檢方卻未再上訴的原因令各界譁然，法界人士認為檢方如果再上訴，可能會因本案查無實據而改判無罪，進而產生後續賠償與懲戒問題，故以原判決沒有違法之處為由而未再上訴，此作法至今仍是充滿爭議。
2020年2月4日，李全教主動提前到台南地檢署報到，他在到案執行前強調不會迴避司法，也拒絕被檢方派人盯梢再次羞辱，但是仍將尋求非常上訴爭取平反。李全教表示民進黨政府不甘他贏得議長選舉，「先捏造有賄款金流等理由收押他，再找證據起訴、抹黑，還拔掉他的議長職務；如今證明根本沒有金流，但判他無罪卻無法對上面交代，只好變更起訴法條改判幾個月，甚至檢方還放棄上訴，讓全案迅速確定，試圖剝奪他再次參選公職的機會，這都是有計畫性的」。

#### 各界反應
- 2015年2月9日，國民黨主席朱立倫表示，「台灣司法相當成熟，一切尊重司法，勿枉勿縱」，臺南市長賴清德也表示，「希望李全教敢做敢當，然後勇敢面對司法」[43]。

### 魚塭地與地主及養殖戶官司
李全教淡出政壇後，轉戰商界經商，並切入光電市場。
2016年11月，兩名養殖戶向台南地院提起「確認優先承買權存在」訴訟，養殖戶表示，2年前他們與學甲區李姓地主簽約，租下39筆、面積約23甲的土地養殖魚塭，豈料，在租約到期前，卻收到的地主存證信函，並聲稱已用1億6千萬元把魚塭地賣給李全教與其家族，要求他們把地上魚塭設備騰空、交還土地。
李全教向法院抗辯，指控養殖戶未合法行使優先承買權，買賣無效，還主張地主尚未返還購地款及賠償違約金，並拒絕塗銷返還土地。

### 台南88槍槍擊案
2022年11月，台南學甲發生88槍槍擊案，震驚全台。檢警查出幕後主使疑是學甲慈濟宮董事長王文宗，立法委員林俊憲指出，王文宗就是李全教的左右手，而影響台南非常大的光電開發爭議，就是李全教先是壟斷兩岸虱目魚契作，再介入光電開發，最後才衍生出88槍槍擊案。
黃國昌也指出，李全教和王文宗在台南一起搞綠能，因為與其他頭人的利益喬不平，才導致88槍槍擊案的發生。

## 軼聞
- 李全教在台北工专时被选入反共救国团的“青年海外访问团”，在参访菲律宾期间，李与机场献花给他的华侨女学生一见钟情，并最终结为夫妻。
- 李全教有晨跑习惯，在美念书时期，他曾得到马凯大学长跑冠军与亚军的纪录。而在此时他与义守大学工学院院长的王曙民成为同寝室的挚友，两人还曾一同因兴趣相约考取厨师执照。

## 著作
1. 《承擔與責任：李全教的奮鬥故事》，2009年3月，財團法人南瀛文教基金會出版

## 外部連結
- 李全教的Facebook專頁